# Высоковольтная линия постоянного тока Basslink
Basslink — высоковольтная линия постоянного тока (HVDC), проложенная через Бассов пролив и соединяющая электростанцию Лой-Янг на австралийском континенте с подстанцией в тасманийском Джордж-Тауне. Кабель также включает телекоммуникационную компоненту — волоконно-оптический кабель. Линия принадлежит компании CitySpring Infrastructure Trust.

## История
Строительство линии было начато в 2004 году и осуществлялось консорциумом компаний Siemens AG и Prysmian. Один из основных контракторов — компания Siemens AG — поставила восемь высоковольтных трансформаторов постоянного тока 196 МВА, а также прочее оборудование для подстанций. Итальянская компания Prysmian (ранее Pirelli Energy Cables & Systems) поставила кабельную продукцию. Общая сумма контракта превысила 30 миллионов евро.
Basslink Pty Ltd стала дочерней компанией National Grid Australia Pty Ltd, которая в свою очередь является дочерней компанией британской National Grid plc.
1 декабря 2005 года, началась процедура тестирования линии Basslink. 29 апреля 2006 года линия была принята в коммерческую эксплуатацию.
31 августа 2007 года компания Cityspring Infrastructure Trust, 100 % дочерняя компания компании Temasek, завершила приобретение Basslink за 1,75 миллиарда австралийских долларов.

## Обзор
Basslink — это монополярная высоковольтная линия постоянного тока, работающая на номинальном напряжении =400 кВ. Номинальная мощность линии составляет 500 мегаватт, хотя линия способна передавать 630 МВт в течение четырёх часов.
Кабель включает в себя:
- 290 километров подводного морского силового кабеля. Вес кабеля составляет 60 кг/м.[5] Это второй по длине подводный силовой кабель в мире. (см. также NorNed)
- 60.8 километра воздушной линии в штате Виктория
- 6,6 километра подземной линии в штате Виктория
- 11 километров воздушной линии на Тасмании
- 1,7 километра подземной линии на Тасмании.

## Коммуникационный кабель
Линия Basslink также содержит телекоммуникационный кабель — т. н. тёмное волокно. 